# Mónica Jiménez
Mónica Eliana Jiménez de la Jara (Santiago, 25 de diciembre de 1940-Ib., 25 de agosto de 2020) fue una asistente social, pedagoga y política democratacristiana chilena. Ejerció como ministra de Educación entre 2008 y 2010, durante el primer gobierno de la presidenta socialista Michelle Bachelet.

## Biografía
Hija de Eliana de la Jara Parada y Óscar Jiménez Pinochet, quien fue ministro de Estado de Carlos Ibáñez del Campo y Salvador Allende. Su hermano Jorge fue ministro de Patricio Aylwin.y su tío Renato Emilio de la Jara P. ,parlamentario democratacristiano en el Gobierno de Eduardo Frei Montalva.
Estudió trabajo social en la Universidad Católica de Chile, desde donde regresó en el año 1962. Posteriormente, en 1973, fue nombrada directora de la Escuela de Trabajo Social de la misma universidad, por el vicealmirante Jorge Swett Madge, que se había convertido en rector tras ser designado por la Junta Militar. En su cargo como directora, buscó evitar las organizaciones y movimientos políticos. En esta época, Mónica Jiménez se mostró como una férrea opositora a lo que había sido la Unidad Popular (UP).
En 1981, fue becaria del plan Fulbright, donde participó en el Programa para Académicos Residentes en la Universidad Católica de América, en Washington D. C., Estados Unidos, graduándose de máster en educación para el trabajo social.
Enviudó de Juan Barros Barros en 2002, con quien tuvo cinco hijos. Falleció en 2020 a los 79 años, producto de un cáncer.

## Carrera pública

### Trabajo en educación y derechos humanos
El año 1988, asumió como directora ejecutiva de la "Cruzada por la Participación Ciudadana", plataforma desde la cual, realizaron una campaña de educación cívica, que comenzó en marzo de ese año para preparar el plebiscito del 5 de octubre. Por este trabajo, el 6 de diciembre de 1988, recibió la distinción "Monseñor Óscar Romero", considerándose que contribuía en la activa defensa de la paz, de la justicia, la no violencia y los derechos humanos. Esta distinción fue entregada por Domingo Namuncura, coordinador nacional del Servicio Justicia y paz. El reconocimiento también lo recibieron en esa ocasión, el obispo metodista Isaías Gutiérrez Vallejos y el abogado René García Villegas.
A comienzos de los años 1990 integró la Comisión Nacional de Verdad y Reconciliación, la que elaboró el Informe Rettig sobre las violaciones a los derechos humanos que tuvieron lugar durante la dictadura militar. También presidió la Comisión Justicia y Paz, organismo de la Conferencia Episcopal de Chile.
Entre 2001 y 2006 promovió el proyecto interuniversitario Universidad Construye País, el cual lideró y que contó con la coordinación de Corporación Participa y Fundación Avina. Éste representa uno de los principales programas llevados a cabo a nivel iberoamericano en materia de formación de líderes socialmente responsables.
En enero de 2004 asumió la rectoría de la Universidad Católica de Temuco. En tal cargo, formó parte del Consejo Asesor Presidencial de la Educación, surgido a raíz de las movilizaciones estudiantiles de 2006, que en marzo de 2007 entregó su informe final a la presidenta Michelle Bachelet.
Fue parte del Consejo Consultivo de la Fundación Paz Ciudadana, fundadora y presidenta del directorio de la Corporación Participa, directora ejecutiva de la Corporación Educacional Aprender y líder del Proyecto Universidad Construye País.

### Ministra y embajadora en los gobiernos de Bachelet
Asumió como ministra de Educación del primer gobierno de Michelle Bachelet tras la destitución de Yasna Provoste en abril de 2008. En ese cargo le tocó enfrentar, a finales de 2009, las movilizaciones de los profesores por el pago de la llamada «deuda histórica». Ese mismo año se inscribió en el Partido Demócrata Cristiano (PDC).
Sin embargo, el episodio que marcó su paso por la cartera de Educación ocurrió en julio de 2008, cuando fue objeto de una agresión por parte de una estudiante del Liceo Darío Salas de Santiago, quien le arrojó una jarra con agua en la cara en represalia por la falta de diálogo del gobierno con el movimiento estudiantil. El hecho fue repudiado por todo el espectro político, incluyendo a la propia presidenta Bachelet. Cesó como ministra el 11 de marzo de 2010, junto con el fin de la administración de Bachelet.
En 2014 fue designada embajadora de su país ante la Santa Sede por Michelle Bachelet, durante su segundo gobierno, hasta abril de 2016, en que fue trasladada a la embajada de Israel.